# Sergio Pagano
Sergio Pagano  C.R.S.P. (Genua, 6 november 1948) is een  Italiaans titulair bisschop van Celene en de huidige prefect van het Vaticaans Geheim Archief.

## Biografie
Pagano trad in bij de congregatie van de Barnabieten in 1966, waar hij na zijn studies filosofie en theologie zijn priesterwijding ontving op 28 mei 1977. Hij promoveerde in 1978 in de theologie met als specialisatie liturgie waarna hij ook nog een diploma als Archivist- Paleograaf haalde aan de Vaticaanse school voor Paleografie, Diplomatie en Archiefadministratie. De aanstelling tot scrittore van het Vaticaans Geheim Archief volgde nog in hetzelfde jaar.
Van 1989 tot 2001 was hij directeur van het Centrum voor Historische Studies o.l.v. de Barnabieten. Sinds 1985 is hij tevens historisch raadgever voor de Congregatie voor de Heilig- en Zaligsprekingsprocessen en sedert 1997 raadgever voor de Pauselijke Commissie voor het Cultureel Erfgoed van de Kerk.
Paus Johannes Paulus II benoemde hem tot vice-prefect van het Vaticaans Geheim Archief in januari 1995, en enkele dagen later tot vice-directeur van de Vaticaanse school voor Paleografie, Diplomatie en Archiefadministratie. In 1997 volgde zijn benoeming tot prefect van de  Vaticaanse Geheime Archieven. Zijn bisschopswijding vond plaats in augustus 2007, waarbij paus Benedictus XVI de hoofdconsecrator was met als mede-consecratoren Tarcisio Bertone  S.D.B. en Marian Jaworski.
- Bibsys: 90576718
- Biblioteca Nacional de España: XX4938083
- Bibliothèque nationale de France: cb120527315 (data)
- Catàleg d'autoritats de noms i títols de Catalunya: 981058617384306706
- CiNii: DA06579196
- Gemeinsame Normdatei: 122430565
- International Standard Name Identifier: 0000 0001 2128 1057
- Library of Congress Control Number: n85084435
- Nationale Bibliotheek van Tsjechië: jo20231205278
- Nationale Bibliotheek van Israël: 987007280870405171
- Nederlandse Thesaurus van Auteursnamen: 073379301
- Réseau des bibliothèques de Suisse occidentale: 02-A003664768
- Istituto Centrale per il Catalogo Unico: CFIV096334
- Système universitaire de documentation: 028756878
- Virtual International Authority File: 36937435
- WorldCat: E39PBJcgwht8WX3Mb37B7QyGHC